# بارناوارتا (ویکتوریا)
بارناوارتا (به انگلیسی: Barnawartha) یک شهرک در استرالیا است که در ویکتوریا (استرالیا) واقع شده‌است.